# Сокульский, Иван Григорьевич
Иван Григорьевич Сокульский (13 июля 1940, Синельниковский район, Днепропетровская область — 22 июня 1992, Днепропетровск) —  украинский поэт, правозащитник.

## Биография
В 1962 году поступил на украинское отделение Днепропетровского государственного университета (ДГУ). Диссидент. В мае 1966 был исключен из комсомола за украинский национализм с формулировкой «за недостойное поведение». Летом 1966, как один из авторов самиздатного «Письма творческой молодёжи г. Днепропетровска», Сокульский был арестован и приговорен к четырём с половиною годам строгого режима. Наказание отбывал в Мордовии и Владимирском централе, в том числе в «психбараке» этой тюрьмы. С 1978 года член правозащитной Хельсинкской группы. В марте 1980 его квартиру подвергают обыску, изымают стихи и арестовывают. На этот раз Днепропетровский областной суд осудил его по статье 62, ч. 2 «антисоветская пропаганда и агитация» и приговорил к 15 годам лишения свободы, как «особо опасного рецидивиста». Из тюрьмы Сокульский вернулся в 1988.
20 мая 1991 года был тяжело избит при столкновении митингов разных политических сил возле памятника Афганцам на Набережной в Днепропетровске. 22 июня 1992 года скончался от последствий травм, был похоронен в Приднепровске.

## Награды
- Орден Свободы (10 февраля 2010 года, посмертно)[2]
- Орден «За мужество» I степени (8 ноября 2006 года, посмертно)[3]